# فالنتين بوبوكين
فالنتين بوبوكين ، من مواليد 23 ابريل 1933، وتوفي في 30 أكتوبر 2008، هو لاعب كرة قدم سوفييتي سابق.
لعب مع منتخب الاتحاد السوفييتي لكرة القدم.

## مسيرته الكروية
لعب فالنتين بوبوكين خلال مسيرته الاحترافية مع 3 أندية في أربعة عشر موسمًا وسجل خلالها 80 هدف ضمن 288 مباراة. حيث فاز في موسم واحد بالكأس ولم يفز بأي دوري.
خاض فالنتين بوبوكين مسيرته مع نادي فريق موسكو للقوة العسكرية الجوية ما بين عامي 1952 و1953 لمدة موسم واحد، لم يشارك في أي مباراة ولم يسجل أي هدف. ثم انتقل إلى نادي لوكوموتيف موسكو في موسم 1953 في المرة الأولى ليلعب معه ثمانية مواسم ثم في موسم 1962 ليلعب معه أربعة مواسم، حيث شارك طوالها في 268 مباراة سجل خلالها 77 هدفًا. لينتقل بعدها إلى نادي سيسكا موسكو ما بين عامي 1961 و1962 لمدة موسم واحد، مشاركًا في 20 مباراة سجل خلالها 3 أهداف.

## روابط خارجية
- فالنتين بوبوكين على موقع قاعدة بيانات كرة القدم.إي يو (الإنجليزية)
- فالنتين بوبوكين على موقع ناشيونال فوتبول تيمز (الإنجليزية)